# Acheilognathus mesembrinum
Acheilognathus mesembrinum és una espècie de peix cipriniforme de la família dels ciprínids que es troba a Taiwan.